# 京田辺市立草内小学校
京田辺市立草内小学校（きょうたなべしりつ くさうちしょうがっこう）は、京都府京田辺市草内南垣内にある公立小学校。

## 概要
京田辺市東部に位置し、明治初期からの歴史を有する。

## 沿革
- 1878年（明治11年） - 培良校創立
- 1885年（明治18年） - 飯岡校創立
- 1888年（明治21年） - 両校統合し、草内尋常小学校へ改称
- 1908年（明治41年） - 草内尋常高等小学校へ改称
- 1941年（昭和16年） - 草内国民学校へ改称
- 1947年（昭和22年） - 草内小学校へ改称
- 1951年（昭和26年） - 田辺町誕生に伴い田辺町立草内小学校へ改称
- 1997年（平成9年） - 市制施行により京田辺市立草内小学校に改称

## 教育目標
「互いに学び合い、高め合う草内っ子の育成」

## 目指す児童像
1. 深く考える子（探求）
2. 仲良く協力する子（共生）
3. 進んでやりぬく子（努力）

## 校区
- 興戸地区の一部
- 飯岡地区
- 草内の一部
- 三山木（一部）

## 卒業後の進路
- 京田辺市立培良中学校

## 交通
- 近鉄京都線興戸駅下車
- JR学研都市線同志社前駅下車

## 校区が隣接している学校
- 京田辺市立田辺東小学校
- 京田辺市立田辺小学校
- 京田辺市立三山木小学校
- 井手町立井手小学校
- 井手町立多賀小学校